# ヘンストック＝クルツヴァイル積分
数学の微分積分学周辺領域におけるヘンストック＝クルツヴァイル積分（ヘンストッククルツヴァイルせきぶん、英: Henstock–Kurzweil integral; HK積分）、一般化リーマン積分（いっぱんかリーマンせきぶん、英: generalized Riemann integral）、ゲージ積分（ゲージせきぶん、英: gauge integral） 、または(狭義)ダンジョワ積分（きょうぎダンジョワせきぶん、英: narrow Denjoy integral）あるいはペロン積分（ペロンせきぶん、英: Perron integral）あるいはルージン積分（ルージンせきぶん、英: Luzin integral）は、いくつかある函数の積分法の定義のうちの一つで、リーマン積分を一般化したものであり、場合によってはルベーグ積分よりも有用なものとなりうる。 
この積分を初めて定義したのはダンジョワで1912年のことである。ダンジョワは
{\displaystyle f(x)={\frac {1}{x}}\sin \left({\frac {1}{x^{3}}}\right)}
のような函数を積分することができるような、積分法の定義に興味を持っていた。この函数は点 x = 0 に特異点を持ち、かつルベーグ可積分でないが、それでも 0 を含む十分小さい区間 [−ε, δ] を除いて積分を計算し、その後 ε, δ → 0 とするのは自然に思われる。
一般論を形成するためにダンジョワは可能な全ての種類の特異点に対する超限帰納法を用いたが、そのことで定義は極めて込み入ったものになってしまった。これに代わる別の定義を与えたのはルジン（絶対連続性の概念の一種を用いた）およびペロン（連続な優函数と劣函数に着目した）であった。ペロン積分とダンジョワ積分が実際には同じものであることが分かるのはしばらくしてからのことである。 
後の1957年に、チェコの数学者クルツヴァイルは、ゲージ積分と呼ばれるリーマンによる元々の定義ときれいにそっくりな新しい積分の定義を発見し、その理論はヘンストックによって研究が進められた。この二人の数学者の大きな貢献に因み、現在ではその積分はヘンストック＝クルツヴァイル積分として広く認知されている。クルツヴァイルの定義の簡潔さから、微分積分学の入門的講義ではリーマン積分の代わりにこちらを用いるべきとする教育者もあるが、傍流である。

## 定義
ヘンストックによる定義は以下のようなものである。
有界閉区間 [a, b] の点付き分割
{\displaystyle P\colon \quad a=u_{0}<u_{1}<\cdots <u_{n}=b,\quad (\forall i\ :\ t_{i}\in [u_{i-1},u_{i}])} 
とゲージと呼ばれる正値函数 δ: [a, b] → (0, ∞)
 に対して、点付き分割 P が δ-細 (δ-fine) であるとは、さらに
{\displaystyle \forall i\ :\ t_{i}{-}\delta (t_{i})<u_{i-1}\leq t_{i}\leq u_{i}<t_{i}{+}\delta (t_{i})}
を満たすことである。点付き分割 P と函数 f : [a, b] → R
 に対して、リーマン和（リーマンのオリジナルに限らず、この形の和分をこう呼ぶ）
{\displaystyle \sum _{P}f=\sum _{i=1}^{n}(u_{i}{-}u_{i-1})f(t_{i})}
を定義することができる。与えられた函数 f に対して、 f のヘンストック＝クルツヴァイル積分の値となるべき数 I は、
任意の ε に対して、適当なゲージ δ を選べば、P が δ-細分割である限り必ず
が成り立つ
という条件によって定義することができる。このような I が存在するとき、函数  f は [a, b] においてヘンストック＝クルツヴァイル積分可能あるいはゲージ積分可能であるという（紛れの恐れがないときは単に可積分であるという）。
クザンの定理によれば、どのようなゲージ δ に対してもこのような δ-細分割 P は存在する。したがって、この条件は空虚な真（どのようなゲージ δ を選んでも δ-細分割である P が存在しないために上記の条件が真になること）とはなり得ない。リーマン積分はこの文脈で定数ゲージのみを用いた特別の場合として見ることができる。

## 性質
任意の函数 f: [a, b] → R
 について、a < c < b とすると、 f が区間 [a, b] 上でヘンストック＝クルツヴァイル積分であることの必要十分条件は、 f が [a, c] および [c, b] の両区間でともにヘンストック＝クルツヴァイル積分可能であることであり、またこのとき区間に対する加法性
{\displaystyle \int _{a}^{b}f(x)\,dx=\int _{a}^{c}f(x)\,dx+\int _{c}^{b}f(x)\,dx}
が成立する。また、ヘンストック＝クルツヴァイル積分は線型、すなわち α, β を実数とすると  f, g が可積分ならば αf + βg
 も可積分で、
{\displaystyle \int _{a}^{b}(\alpha f+\beta g)(x)\,dx=\alpha \int _{a}^{b}f(x)\,dx+\beta \int _{a}^{b}g(x)\,dx}
が成り立つ。 f がリーマン可積分若しくはルベーグ可積分ならば、 f はヘンストック＝クルツヴァイル積分可能であり、 f の積分値はいずれの積分の意味でとっても一致する。重要なヘイクの定理は、
{\displaystyle \int _{a}^{b}f(x)\,dx=\lim _{c\to b-}\int _{a}^{c}f(x)\,dx}
が等式のいずれかの辺が存在する限り成立すること（およびこれと対称に、下の限界についての上からの極限をとったものも成り立つこと）を述べるものである。これはつまり、函数  f が「広義ヘンストック＝クルツヴァイル可積分」ならば、 f は狭義ヘンストック＝クルツヴァイル可積分であることを意味する。特に、
{\displaystyle \int _{0}^{1}{\frac {\sin(1/x)}{x}}\,dx}
のような広義リーマン積分またはルベーグ積分はそのままヘンストック＝クルツヴァイル積分にもなっているのである。したがって、有限区間上（の非有界函数に対する意味で）の「広義ヘンストック＝クルツヴァイル積分」を考えることには意味がないことが分かるが、しかし
{\displaystyle \int _{a}^{+\infty }f(x)\,dx:=\lim _{b\to +\infty }\int _{a}^{b}f(x)\,dx}
のような無限区間に対する意味で広義のヘンストック＝クルツヴァイル積分を考えることには意味がある。
かなりの種類の函数については、ヘンストック＝クルツヴァイル積分がルベーグ積分よりも一般（より多くの函数を積分できる）というわけではない。例えば、 f が有界函数ならば、次の条件はどれも同値になる。
- f はヘンストック＝クルツヴァイル可積分である。
- f はルベーグ可積分である。
- f はルベーグ可測である。

一般に、任意のヘンストック＝クルツヴァイル可積分函数はルベーグ可測であり、また  f がルベーグ可積分であるための必要十分条件は  f および |f|
 がともにヘンストック＝クルツヴァイル可積分となることである。これは、ヘンストック＝クルツヴァイル積分を、「非絶対可積分」版ルベーグ積分と看做すことができることを意味する。またこれから、ヘンストック＝クルツヴァイル積分が単調収束定理の適当な（函数が非負であることを課さない）変形版を満たすことや、優収斂定理の適当な変形版（函数列 fn に対する支配条件を弱めて、適当な可積分函数 g, h で g ≤ fn ≤ h とできるとしたもの）を持たすことが導かれる。
函数 F が至る所（若しくは可算個の例外を除く至る所）微分可能ならば、導函数 F′ はヘンストック＝クルツヴァイル可積分で、その不定ヘンストック＝クルツヴァイル積分は F に一致する（F′ がルベーグ可積分である必要はないことに注意）。すなわち、任意の可微分函数はその導函数の積分と定数の違いを除いて一致するという微分積分学の第二基本定理
{\displaystyle F(x)-F(a)=\int _{a}^{x}F'(t)\,dt.}
がより簡潔でより十分な形で得られたことになる。逆に、ルベーグの微分定理はヘンストック＝クルツヴァイル積分に関しても成立する。すなわち、 f が [a, b] 上でヘンストック＝クルツヴァイル可積分で
{\displaystyle F(x)=\int _{a}^{x}f(t)\,dt}
を満たすならば、[a, b] の殆ど至る所で F′(x) = f(x) が成立する（特に F は殆ど至る所微分可能である）。
ヘンストック＝クルツヴァイル可積分函数全体の成すベクトル空間にはアレクシェヴィチノルムが入り、このノルムに関して樽型かつ非完備になる。

## マクシェイン積分
興味深いことに、ヘンストック＝クルツヴァイル積分に類似した方法でルベーグ積分を再定義することができ、マクシェイン積分という。まず初めに、ヘンストック＝クルツヴァイル積分における条件である
{\displaystyle \forall _{i}\ t_{i}{-}\delta (t_{i})<u_{i-1}\leq t_{i}\leq u_{i}<t_{i}{+}\delta (t_{i})}
を δ-細分割 (δ-fine partition) の概念を用いた条件
{\displaystyle \forall _{i}\ t_{i}\in [u_{i-1},u_{i}]\subset U_{\delta (t_{i})}(t_{i})}
に置き換える（ここで Uε(a)
 は a
 の  ε-近傍とする）と、上で与えたものと同値になるが、このように変更したあとは条件
{\displaystyle \forall _{i}\ t_{i}\in [u_{i-1},u_{i}]}
を落とすことができて、マクシェイン積分の定義の条件
{\displaystyle \forall _{i}\ [u_{i-1},u_{i}]\subset U_{\delta (t_{i})}(t_{i})}
が得られる（この変更の結果として得られるマクシェイン積分はルベーグ積分と同値になる）。